# キプチャク

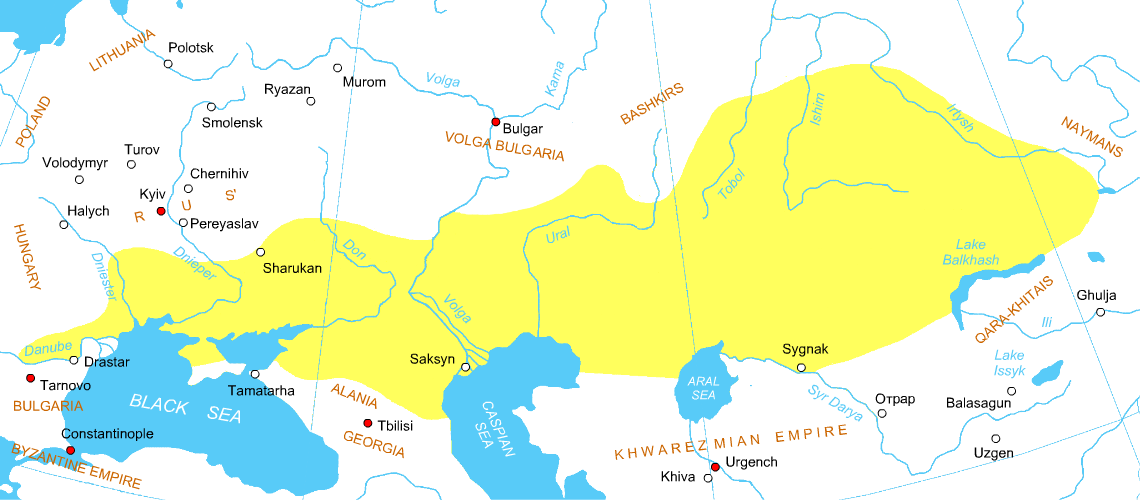
13世紀初期のキプチャク勢力圏。

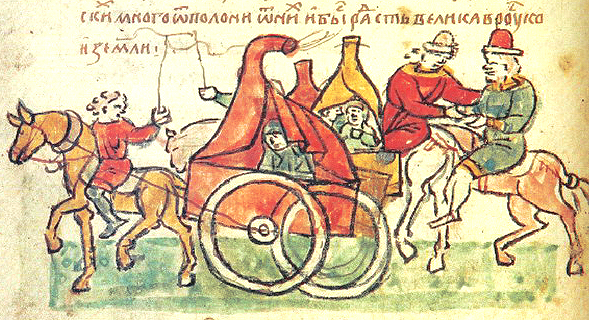
『ルーシ年代記』で見られるポロヴェツ人の一家。

キプチャク（Kipchaks）は、11世紀から13世紀にかけて、現在のウクライナからカザフスタンに広がる草原地帯に存在したテュルク系遊牧民族。ルーシの史料ではポロヴェツ（ポロヴェッツ）、東ローマやハンガリーの史料ではクマンと記された。
現在のカザフスタンからモルドバにかけて広がる平原地帯は、当時キプチャクの名前にちなんでキプチャク草原(Dasht-i Qipchāq)と呼ばれた。またのちにキプチャク草原を支配したモンゴル帝国のジョチ・ウルスが通称キプチャク・ハン国と呼ばれるのはこのためである。

## 名称
- 乞卜察兀惕、欽察兀惕…『元朝秘史』による表記。
- 欽察(Qīnchá)、欽叉(Qīnchā)…『元史』による表記。「キプチャク」を漢字転写したもの。
- 可弗叉…『西遊録』による表記。
- 克鼻稍…『黒韃事略』による表記。
- キフシャーク(Khifshākh)、キフチャーク(Khifchākh)、キプチャーク(Qïpčāq)…イスラム文献による表記。語源は「空洞の樹幹」という意味の「qobūq」。[2]
- ポーロヴェツ（露）（ポロヴェツ（宇）、Половец）、ポーロフツィ(Половци)…ルーシの年代記である『原初年代記』，『キエフ年代記』，『ガリーチ・ヴォルイニ年代記』による[3]。意味は「平原の民」[4]、或は「黄ばんだ色の人々」[2]。
- クマン(Kuman,Cuman)…ビザンツ帝国、ハンガリー王国の記録による。クバン川に由来する[1]。
- クン(Kun・複数形Kunok)…ハンガリー語で現在も使われている。

## 概要

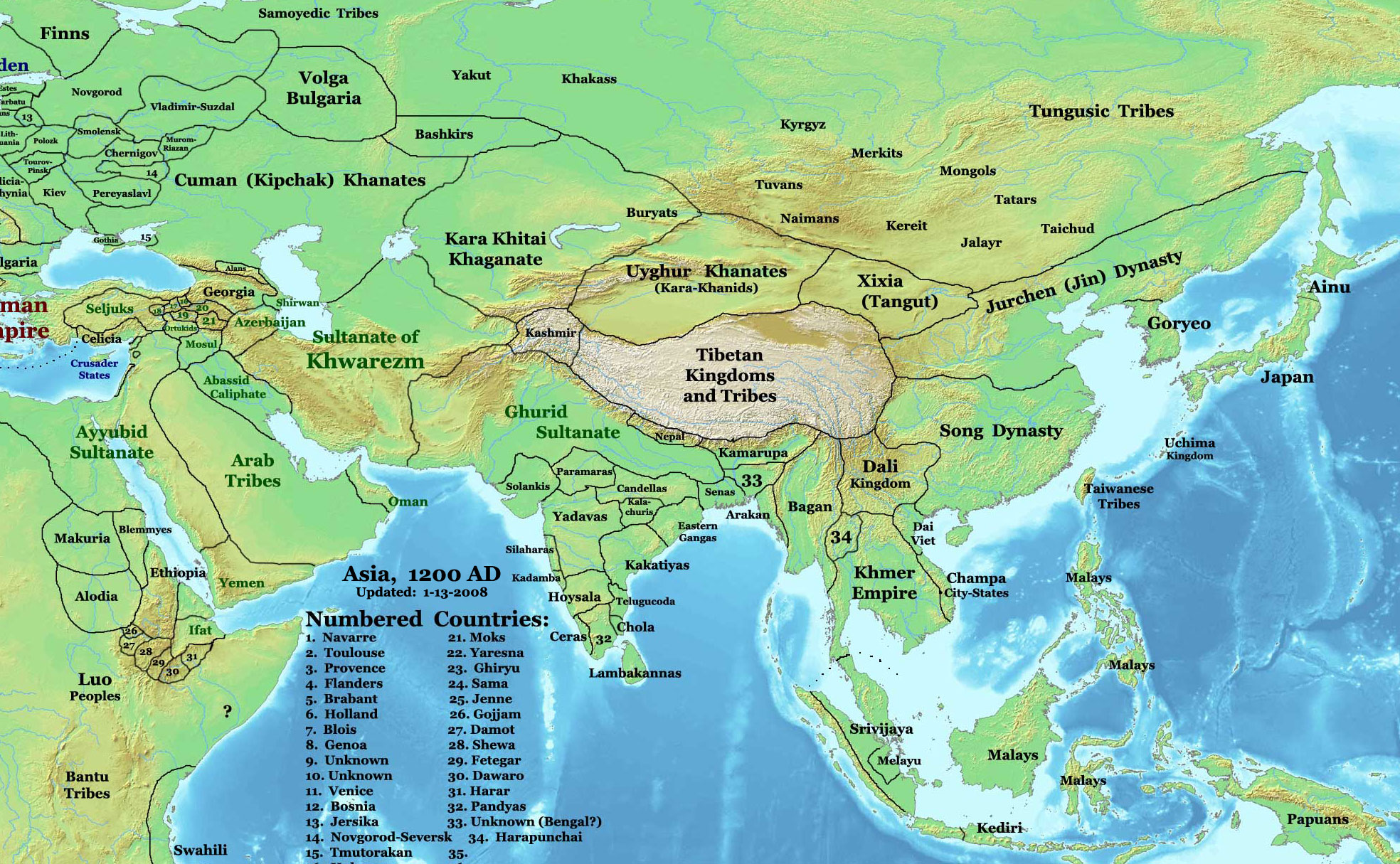
13世紀前半における周辺国。

キプチャクはテュルク系の遊牧民で、11世紀頃ヴォルガ川方面から黒海沿岸のステップに進出し、ペチェネグに代わって新たなルーシ諸国の脅威となる。1091年、東ローマ帝国のアレクシオス1世を助けて、バルカン半島のペチェネグ軍を壊滅させるが、キエフ・ルーシに対しては度重なる襲撃と略奪を行い、1096年にはキエフ・ペチェルスキー修道院を焼失させた。12世紀初頭、キエフ・ルーシの公スヴャトポルク2世とウラジーミル2世モノマフは一連のポロヴェツ（キプチャク）遠征を企てて成功を収め、ポロヴェツ（キプチャク）はドン川流域にサルチャク・カンの少数の軍が残る程度となる。サルチャクの弟オトロクは四方のポロヴェツ（キプチャク）を連れてグルジア王国のダヴィド王に仕えた。1125年、ウラジーミル2世モノマフが没し、ルーシ諸侯の抗争が激化すると、ポロヴェツ（キプチャク）は諸侯によって敵対・協力の関係をとるようになり、定住したり、通婚したりする者が現われた。なお12世紀初頭から、ポロヴェツの長を、ルーシの長と同じクニャージと称する記述が年代記にみられるようになるが、これはルーシ諸公とポロヴェツ族との関わりの深化を示唆するものである。1170年 - 1180年代になると、ポロヴェツ（キプチャク）は再びルーシに侵攻し、キエフ公スヴャトスラフや、ノヴゴロド・セーヴェルスキー公のイーゴリといったルーシ諸侯と激闘を繰り広げた。1223年、2回にわたるモンゴル軍の侵攻により、キプチャクはその版図に組み入れられ、キエフ・ルーシともどもジョチ・ウルス領となる（このためジョチ・ウルスはキプチャク・ハン国とも呼ばれる）。一部のキプチャク人はマジャールの地に移住し、ハンガリーの傭兵となった
。

## 歴史

### 伝承による起源
キプチャク族に関する伝承として、オグズ汗のとき、妊娠中の女性が巨樹の穴に入って産んだ子がキプチャク族の始祖になったという挿話が伝えられる。これは女性が樹霊の庇護のもとに安産したという意味にもとれようが、むしろそれは変形した伝承の形であり、もともとは巫女が樹霊をうけて妊娠し、その子を産んだというのであったかもしれない。これはウイグル、ナイマンなどのテュルク系の諸族に共通する樹霊伝承としてよく語られる。

### キプチャクの起源
10世紀の地理書『東から西への世界の境界』(Hudūd al-'Alām)などによると、キプチャク(Qipcaq)族はキマク(Kīmāk)なる種族から分離した部族であり、その首長はキマク全体を代表していたという。また、ロシアのワシーリィ・バルトリドはドイツのヨーゼフ・マルクァルト (Josef Marquart) の説に従って、「10世紀頃イルティシュ河畔にあったというキマクなる部族の名は、イキ・エメク(Iki-Ämäk)すなわち“二つのエメク”の意で、それはエメク族とキプチャク族とを指したものであり、そのうち後者の方が強力で、11世紀ごろから発展し始め、南方にあったオグズ族を追い払って、当時“オグズ草原”と呼ばれていた黒海からウラル山脈に至る広大な草原地帯を文字通り、“キプチャク草原”に変えた」という。だが当時はこの種族には何らの政治的統一もなければ、国家組織はもとよりなく、各氏族・部族ごとにその広大な草原地帯に分散・遊牧していたらしく、ドーソンの伝えるエジプトの史家ヌワイリー(Novairi)の著述によると、当時のキプチャク種族は十一の部族ないし氏族（下記参照）に分かれていたという。そのうち、地域によってはイスラム化されたもの、異教徒として止まったもの、さまざまであったらしいが、11世紀中葉には、ホラズム・シャー朝と交渉を持ち、スィグナク(Sugnaq)を支配した王者も現れたと伝えられる。

### ポロヴェツのルーシへの襲来
1055年、ポロヴェツはボルーシという者に率いられ、ルーシの地に現れる。ペレヤスラヴリ公のフセヴォロドは彼と和を結び、ポロヴェツ人はもとの所へと引き返した。
1061年、ポロヴェツはソカルという者に率いられ、初めてルーシの地に侵攻した。2月2日、フセヴォロドは出陣し、ポロヴェツと戦ったが敗北した。ポロヴェツは少し攻めた後、去って行った。以降、ルーシの人々は彼等のことを「邪教を信ずる者等（ポガーヌイ）」と呼び、神を知らぬ仇敵共からの災厄ととらえた。
1068年、多数のポロヴェツ人がルーシの地に侵攻して来たため、キエフ大公イジャスラフ1世、チェルニゴフ公スヴャトスラフ及びフセヴォロドらはレタ（アリタ）河畔に出陣し、夜半に兵を進めた。しかし、ポロヴェツに打ち負かされ、ルーシの諸公は逃走した。11月1日、ポロヴェツは再びルーシの地に侵入し、チェルニゴフの近郊を攻めた。チェルニゴフにいたスヴャトスラフは僅かな親衛隊を集め、彼らに向かってスノフスクの方へ出陣した。ポロヴェツは進み来るスヴャトスラフの軍を見て、戦闘の準備を始めた。スヴャトスラフの軍は３千であるのに対し、ポロヴェツの軍は２万であったが、スヴャトスラフらは馬に乗って突撃し、ポロヴェツ軍を撃ち破った。ポロヴェツ人のある者はスノヴィ川で溺死し、ある者は捕虜にされた。
1071年、ポロヴェツはロストヴェツおよびネアチンの近くを攻めた。
1078年8月25日、スヴャトスラフの子オレーグ(ru)及びヴャチェスラフの子ボリス(ru)はポロヴェツをルーシの地に導いて、ポロヴェツと共にキエフ大公フセヴォロド1世を攻撃した。フセヴォロド1世はこれに対抗してソージ川に出陣した。ポロヴェツはルーシを打ち負かし、ジロスラフの子イヴァン、チューヂンの兄弟トゥーキ、ボレイその他多くを戦死させた。
1079年、スヴャトスラフの子ロマンがポロヴェツを率いてヴォルイニにやって来た。フセヴォロド1世はペレヤスラヴリの近くに留まり、ポロヴェツと和を結んだ。ロマンはポロヴェツと共に引き返したが、8月2日にポロヴェツによって殺害された。
1082年、ポロヴェツの侯オセニが死去する。
1092年、ポロヴェツはペソーチェン，ペレヴォロカ，プリルークの3つの町を占領し、両側の多くの村々を攻めた。同じ年、ポロヴェツはロスチスラフの子ヴァシリコと共にリャフ人と戦う。

### トリポリの戦いとトルチェスク包囲
1093年、キエフ大公フセヴォロド1世が死去すると、ポロヴェツはルーシの地に来て、平和について談判すべく、新たなキエフ大公スヴァトポルク2世に使者を遣わした。スヴァトポルク2世は父祖伝来の親衛隊（ドルジーナ）と合議せず、トゥーロフから来た者らと相談し、ポロヴェツの使者たちを捕えて丸太小屋に押し込めた。ポロヴェツはこのことを聞くと侵攻を開始し、トルチェスクの町を包囲した。スヴァトポルク2世はポロヴェツが来たことを聞くなりポロヴェツの使者たちを釈放したが、ポロヴェツはルーシの地に沿って軍を進めた。スヴァトポルク2世は彼らに対抗すべく戦士たちを集め、キエフ大公スヴァトポルク2世，ペレヤスラヴリ公ヴラヂミル2世モノマフ及びロスチスラフはトリポリに向かって出発し、ストゥグナ川にやって来た。スヴァトポルク2世，ヴラヂミル2世モノマフ及びロスチスラフは川を越え、右側をスヴァトポルク2世、左側をヴラヂミル2世モノマフ、中央をロスチスラフが進んだ。トリポリを通り、土塁を過ぎるとポロヴェツ軍が待ち構えており、彼らの先頭に射手たちが立った。ルーシ軍は土塁と土塁の間に留まり、戦旗（スチャーグ）を押し立て、射手たちは土塁から出た。一方、ポロヴェツ軍は土塁に近づき、自らの旗を立て、第一にスヴァトポルク2世に対して攻撃を加え、彼の軍隊を撃ち破った。スヴァトポルク2世は堅固に踏みとどまっていたが、彼の家来たちが逃げ出したため、後からスヴァトポルク2世も逃げ出した。次いでポロヴェツはヴラヂミル2世モノマフを攻撃し、ヴラヂミル2世モノマフとロスチスラフを敗走させた。ポロヴェツは自分らの勝利を見てルーシを攻めるべく進軍したが、ある者はトルチェスクに引き返してトルチェスクを包囲した。トルチェスクのトルク人は彼らに反抗し、町の中から堅固に戦い、多くの敵を倒した。ポロヴェツは攻撃を始め、水を奪い取った。すると町の人々は渇きと飢えのために困窮し始めた。トルク人の要請により、スヴァトポルク2世は彼らに食料を送ったが、戦士が多すぎるため、町まで届かなかった。ポロヴェツは町の周囲に9週間留まって2つに分かれた。一方は町の近くに残って包囲を続け、一方はキエフに向かい、キエフとヴイシゴロドの間で攻撃をおこなった。7月23日、スヴァトポルク2世はジェエラニ川(ru)に出陣し、両軍は互いに攻撃し合った。しかし、キエフ軍は敗北して逃げ出し、多くの者が戦死した。戦死者はトリポリの戦いよりも一層多かった。スヴァトポルク2世は生き残った2人と共にキエフに帰り、ポロヴェツはトルチェスクに戻った。ポロヴェツがトルチェスクの包囲に戻ると、町の人々も飢えのために遂に降伏した。ポロヴェツ人らはトルチェスクの町を取ると、そこに火を放ち、人々を分配して奴隷とした。
1094年、スヴァトポルク2世はポロヴェツと和を結び、ポロヴェツの侯トゥゴルトカンの娘を妻とした。この年、オレーグがトムトロカーニからポロヴェツと共にチェルニゴフにやって来た。ヴラヂミル2世モノマフが町に籠城したため、オレーグは町に来て町のありとあらゆるものを焼き、修道院に火を放った。ヴラヂミル2世モノマフはオレーグと和を結び、町から出てペレヤスラヴリ公となり、オレーグは父の町であるチェルニゴフに入った。

### イトラリ汗の殺害
1095年、ペレヤスラヴリ公ヴラヂミル2世モノマフのもとへポロヴェツ人の汗（カン：王）イトラリとクイタンが和を結びに来た。イトラリはペレヤスラヴリの町に入り、クイタンは戦士たちと共に土塁と土塁の間に留まった。ヴラヂミル2世モノマフはクイタンに子のスヴャトスラフを人質として与え、イトラリは優秀な親衛隊と共に町の中に在った。この時、キエフのスヴァトポルク2世からヴラヂミル2世モノマフのもとへ使者のスラヴャークが何かの要件のためにやって来た。ラチポルの一族はヴラヂミル2世モノマフと共にイトラリの戦士たちを亡き者にしようと合議し始めた。ヴラヂミル2世モノマフはこれに反対したが、説得されて彼らの意見に従った。そしてその夜中、ヴラヂミル2世モノマフはスラヴャークにいる親衛隊とトルク人をつけて土塁と土塁の間に配備した。まず、スヴャトスラフを盗み出し、その後にクイタンを殺害し、彼の親衛隊を撃ち殺した。イトラリはその夜、親衛隊と共にラチポルの邸で眠っていて、クイタンの身に起こったことを知らなかった。その翌日、ラチポルは年少親衛隊（オトロク）たちに武器を与え、丸太小屋に火を焚くことを命じた。ヴラヂミル2世モノマフはイトラリの親衛隊を招き、彼らを小屋の中に閉じ込めると、小屋の上にのぼり、屋根に穴をあけた。ラチポルの子オリベグが弓を取り、矢をつがえてイトラリの心臓に射て、彼の親衛隊を全部殺した。スヴァトポルク2世とヴラヂミル2世モノマフはオレーグに人を遣わし、彼らと共にポロヴェツ人攻撃に行くことを命じた。オレーグは彼らと共に行くことを約束して出発したが、彼らと同じ道をたどらず遠征に赴かなかった。スヴァトポルク2世とヴラヂミル2世モノマフはポロヴェツ人の天幕に向かって進み、天幕を占領し、家畜，馬，ラクダおよび奴隷を捕えた後、オレーグに対して怒り始めた。スヴァトポルク2世とヴラヂミル2世モノマフは再びオレーグに人を遣わし、オレーグのもとにいるイトラリの子の殺害あるいは身柄の要求をした。しかし、オレーグは彼らに聴従しなかったため、彼らの間に敵意が生じた。この年、ポロヴェツ人がユリエフにやって来て、その近くに一年とどまった。スヴァトポルク2世は彼らを鎮定し、ロシ川のかなたに追いやった。ユリエフの人々は町を棄ててキエフに逃れてきたため、スヴァトポルク2世はヴィタチウの丘の上に町を建てることを命じ、それを自分の名にちなんで「スヴァトポルクの町（スヴャトポルチ）」と名付け、ユリエフの人々、またザサコフの人々及びその他の町から来た人々と共にそこに住まわせた。その後、ポロヴェツ人は無人となったユリエフの町を焼いた。

### ボニャークのポロヴェツ誘引
1096年5月24日、ボニャークがポロヴェツ人を率いてキエフの近郊を破壊し、ペレストーヴォにおいて侯の邸を焼き払った。この時クリャがポロヴェツ人を率いてペレヤスラヴリの近郊を攻め、ウースチエを焼き払った。一方オレーグはスタロドゥープから出て、スモレンスクに来たが、スモレンスクの人々が彼を受け入れなかったので、リャザニに向かい、スヴァトポルク2世とヴラヂミル2世モノマフは帰途に着いた。5月31日、スヴァトポルク2世の岳父トゥゴルトカンがペレヤスラヴリに来て、町の近くに留まると、ペレヤスラヴリの人々は町に籠城した。スヴァトポルク2世とヴラヂミル2世モノマフはドニェプル川の向こう岸に沿って兵を進め、ザループに来てそこで川を越えた。ポロヴェツ人は彼らに気付かなかった。彼らは戦闘の準備を整えて町に向かった。町の人々は彼らを見て喜び、彼らを出迎えた。ポロヴェツの軍隊は、戦闘の準備を整えて、トルベジ川の向こう側に留まっていた。スヴァトポルク2世とヴラヂミル2世モノマフはポロヴェツに向かってトルベジ川を徒渉で越えた。ヴラヂミル2世モノマフは親衛隊に命令を与えようとしたが、親衛隊はそれを聞かず、馬にまたがり、敵に向かって突進した。これを見てポロヴェツ人は逃げ出し、ルーシ軍は敵を撃ち殺しつつ、その後を追った。彼らの侯トゥゴルトカンが死んでいるのを発見し、スヴァトポルク2世はその遺骸を自分の岳父かつ敵として収めた。その後、彼をキエフに運び、ペレストーヴォにおいてペレストーヴォに通ずる道と修道院へ通ずる他の道との間の墓に彼を葬った。6月15日、ボニャークが再びキエフに襲来した。ポロヴェツはほとんど町に侵入せず、町の近くの「岸地（ボロニエ）」に火を放って修道院の方へ向かい、ステファン修道院及び村々ならびにゲルマン修道院を焼き払った。

### ルーシの勝利

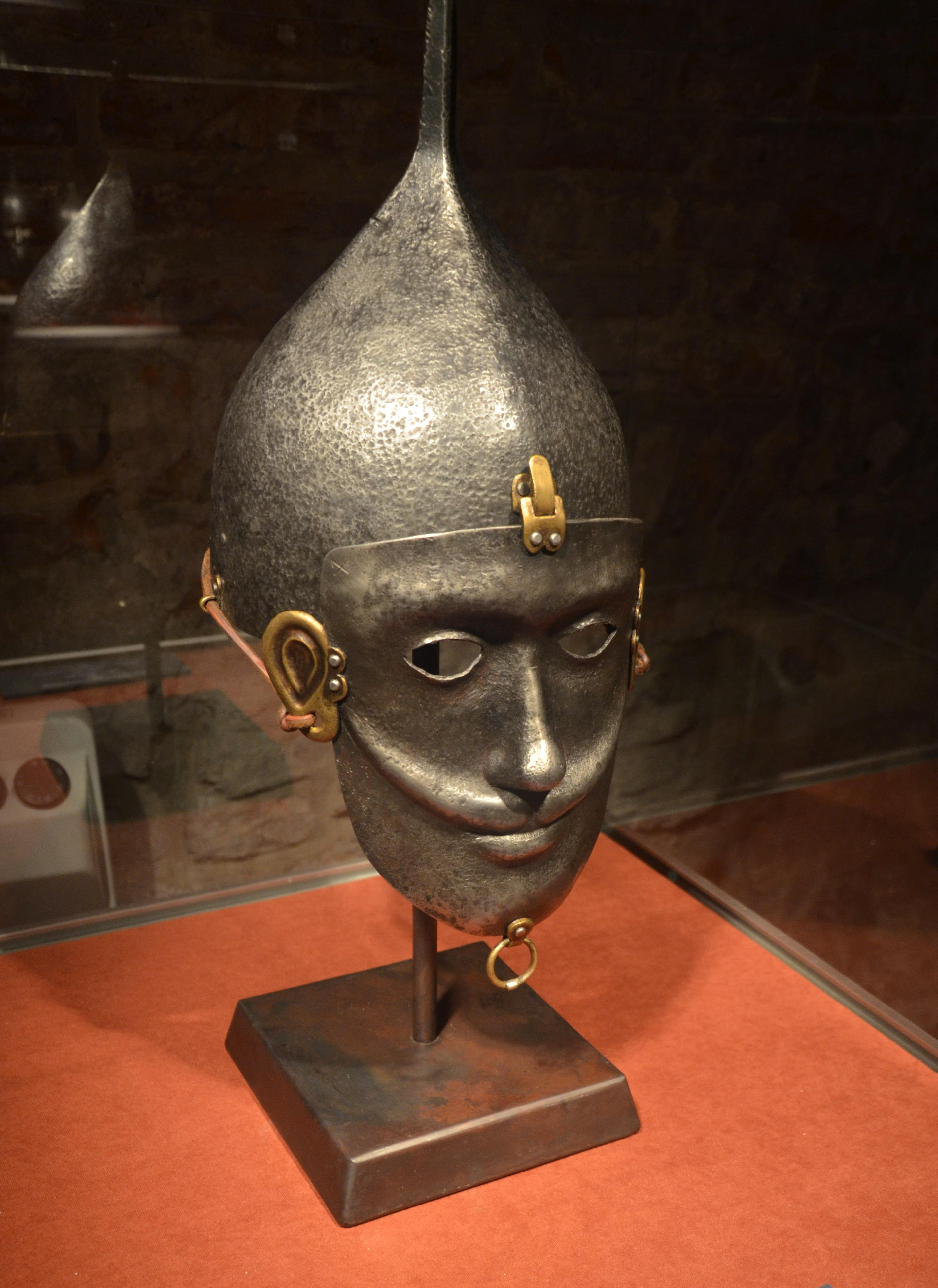
キプチャク兜

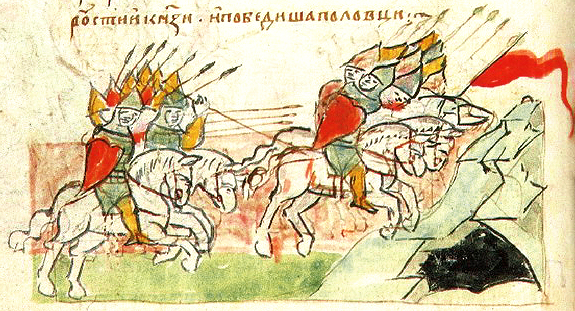
合戦

1101年、キエフ大公スヴァトポルク2世、ペレヤスラヴリ公ヴラヂミル2世モノマフ、ダヴィド、オレーグ、ヤロスラフがゾロッチャに集まると、ポロヴェツはルーシの諸侯に和を乞うべく使者を遣わした。ルーシの諸侯は了承し、ポロヴェツ人ともどもサコフの近くに集まった。10月15日、ルーシ諸侯はポロヴェツと和を結び、互いに人質を交換してそれぞれの方向に別れた。
1103年、ヴラヂミル2世モノマフはスヴァトポルク2世、スヴャトスラフの子ダヴィド、フセスラフの子ダヴィド、イーゴリの孫ムチスラフ、ヤロポルクの子ヴャチェスラフ、ヴラヂミル2世モノマフの子ヤロポルクと共にポロヴェツ遠征を開始し、ペレヤスラヴリに向けて出発した。この時、オレーグのみは「健康でない」と言って参加しなかった。ポロヴェツ人はルーシが進軍しつつあることを聞き、無数に集まって合議した。この時、侯の一人であるウルソバは講和を提案したが、若者たちは戦いを選んだ。ポロヴェツは動き出し、先頭に前哨部隊とポロヴェツの豪勇アルトゥノパを送った。ルーシ諸侯も前哨部隊を送った。ルーシの前哨部隊はアルトゥノパを待ち伏せて包囲し、アルトゥノパらをことごとく殺した。ポロヴェツはルーシの襲撃を見て逃げ出し、ルーシ軍は彼らを撃ち殺しつつ、その後を追った。4月4日、ルーシ軍はポロヴェツに勝利し、ウルソバ、コチー、アルスラノパ、キタノパ、クマン、アスパ、クロトク、チェレグレパ、スリバリなど12人のポロヴェツ侯を撃ち殺した。侯の一人ベルヂュジは捕虜にされ、スヴァトポルク2世のもとに連れてこられた。ペルヂュジはおのれの身を償うために、金銀、馬および家畜を献上したが、スヴァトポルク2世は彼をヴラヂミル2世モノマフのもとへ送り、彼を殺した。
1107年、ボニャークおよび老いたるシャルカンならびにその他多くのポロヴェツ侯が集り、ルーベンの周囲に留まった。スヴァトポルク2世、ヴラヂミル2世モノマフ、スヴャトスラフの子オレーグ、ムスチスラフ、ヴャチェスラフ、ヤロポルクがポロヴェツ人に対してルーベンに向かい、スラ川を渡って彼らに向かって突進した。ポロヴェツ人は恐怖し、恐怖のために戦旗も立てることもできずに逃げ出した。ある者は馬に飛び乗り、ある者は徒歩で逃げた。ルーシ軍は彼らを追いつつ撃ち殺し、ホロル川に達した。ボニャークの兄弟ターズは殺され、スグルとその兄弟は捕虜にされ、シャルカンは辛うじて逃れることができた。ポロヴェツ軍が輜重を放棄したため、それをルーシの戦士たちが奪っていった。8月19日、ルーシの人々は大いなる勝利を得た。
1110年、ポロヴェツはペレヤスラヴリのあたりで村々を攻め、その同じ年、別の多くの村々を掠めた。
1112年、ヴラヂミル2世モノマフとスヴァトポルク2世は立ち上がり、ポロヴェツに向かって出発した。スヴァトポルク2世は子のヤロスラフと共に、ヴラヂミル2世モノマフも自分の子らと共に、またダヴィドも自分の子と共に出発した。3月24日、ポロヴェツ人は集合し、諸部隊に戦いの準備をさせて出陣した。激しい戦闘の後、ポロヴェツ軍は打ち負かされた。3月27日、再びポロヴェツは諸部隊を多数集めて、無数の軍勢をもってルーシの諸部隊を包囲した。ポロヴェツの諸部隊とルーシの諸部隊が相会した。先んずスヴァトポルク2世の部隊と交戦し、両側で戦士たちが倒れていった。ヴラヂミル2世モノマフとダヴィドは自分の諸部隊を率いて戦いに入った。ポロヴェツ人はこれを見て逃走を始めたが、撃ち殺されて次々と倒れていった。多数のポロヴェツ人はサリニツァ川で打ち破られ、スヴァトポルク2世とヴラヂミル2世モノマフとダヴィドはポロヴェツの多くの家畜、馬及び羊を奪い、多くの捕虜を捕えた。
1117年、ポロヴェツ人はボルガル（ブルガール）人のもとへやって来た。しかし、ボルガルの侯はポロヴェツ人に毒を入れた飲み物を送り、これを飲んだアエバ及びその他の諸侯はことごとく死んだ。
1126年、ポロヴェツ人はキエフ大公ヴラヂミル2世モノマフの死を聞き、「彼らのトルク人を奪おう」と言いつつ、バルーチに向かって進撃した。このことを聞いたヤロポルクは家来及びトルク人をバルーチおよびその他の町に向かわせた。ポロヴェツは攻撃を行ったが、何一つとして成功しなかった。ポロヴェツはヤロポルクがペレヤスラヴリにあることを聞き、スラ川沿岸の地を攻めに引き返した。ヤロポルクは軍勢を集め、ペレヤスラヴリの人々のみを率いてポロヴェツに追い着いた。ポロヴェツは彼らの数が少ないのを見て、後ろに引きかえし、戦闘の準備を整えて、ヤロポルクに向かって進んだが、打ち負かされた。彼らの一部は打ち破られ、一部は川でおぼれ死んだ。

### オレーグの子らとヴラヂミルの子らとの争い
1128年、オレーグの子フセヴォロド2世はポロヴェツを呼び、7千人のポロヴェツ人がセルークと共に来て、ヴイリのかなたのラトミルの森の近くに留まった。ポロヴェツはフセヴォロド2世からの報告がなかったので、引き返した。
1135年、ポロヴェツ人がフセヴォロド2世のもとに到着した。フセヴォロド2世は兄弟とムチスラフの子イジャスラフ及びスヴァトポルクと共に進発し、ペレヤスラヴリ領の村や町を荒らし、人々を殺した。さらにキエフにまで達し、ゴロドークに火を放った。彼らはドニェプル川の対岸を乗り歩き、人々を捕虜にしたり、殺害したりした。また、それらの人々はドニェプル川を越えて家畜を移すことができなかったため、多数の家畜も捕えた。一方、ヤロポルクも自分の戦士たちと共に川を越えることが出来なかった。彼らは3日間、ゴロドークの彼方の松柏林の中に留まってからチェルニゴフに赴き、そこから互いに使者を交わして和を結んだ。
1136年、フセヴォロド2世は兄弟らと共にペレヤスラヴリに来て町の近くに3日間留まった。主教の門および侯の門のあたりで戦い、ヤロポルクは戦士たちを待たずに親衛隊と兄弟らと共に出陣した。両軍は堅固に戦ったが、やがてオレーグの子らのポロヴェツ人が逃げ出し、ヴラヂミルの子らの親衛隊であるヤロスラフの子ダヴィド、トゥドコの子スタニスラフらがポロヴェツ人を追い、オレーグの子らと戦った。この時、レオンの子ヴァシリコ王子が戦死し、激しい戦闘で両軍の多くの人が倒れた。ポロヴェツ人を追いかけたヴラヂミルの子らの親衛隊はポロヴェツ人を撃ち破り、再び戦場に戻ったが、ヴラヂミルの子らであるヤロポルク，ヴャチェスラフ，ユーリーおよびアンドレイらがすでに撤退していたため、オレーグの子らに降った。
1140年、フセヴォロド2世はキエフ大公となり、ヴラヂミルの子らおよびムスチスラフの子らと和平を結ぶことを望んで彼らに使者を遣わし、ムスチスラフの子イジャスラフをヴラジミルの町から招こうとした。しかし彼らはフセヴォロド2世と和平を結ぶことを欲せず、キエフに兵を進めることを望んだ。これに対してフセヴォロド2世は弟のスヴャトスラフと共にペレヤスラヴリのアンドレイを攻撃し、またポロヴェツ人を率いたダヴィドの子イジャスラフ、ヴァシリコの子イヴァンおよびガリーチのヴォロダリの子ヴラヂミルをヴャチェスラフおよびムスチスラフの子イジャスラフに向かって遣わした。同じ年、ポロヴェツが和を結びに来たため、フセヴォロド2世はキエフから、アンドレイはペレヤスラヴリからモローチンに来て彼らと和を結んだ。
1146年、ノヴゴロド・セーヴェルスキー公のスヴャトスラフはポロヴェツのもとへ人を遣わし、やがてポロヴェツ人300人が彼のもとへ来た。ユーリーの子であるロスチスラフとアンドレイがヤロスラフの子ロスチスラフに対抗してリャザニに来た。ロスチスラフはリャザニからエリトゥクというポロヴェツ人のもとに逃れた。この同じ時、スヴャトスラフは自分の戦士たちに多くの贈り物を与えて、彼らをポロヴェツ人のもとへ行かせた。
1147年、スヴャトスラフはネリンスクの近くに留まった。その時、彼の叔父であるポロヴェツ人からの使者60人がヴァシリー・ポロフチャーニンと共に彼のもとに来た。この同じ時、ルーシから年少親兵らが来たので、ヴラヂミルはチェルニゴフに、イジャスラフはスタロドゥープに在る旨を彼らに告げた。スヴャトスラフはデドスラヴリにて、別のポロヴェツ人であるトクソヴィチ一族の者等と会った。スヴャトスラフは彼らにクチェブの子スヂミルおよびゴーレンをつけ、スモレンスクの人々を攻めさせた。トクソヴィチらはウグラ川の上流の地を荒らした。スヴャトスラフはデヴャゴルスクに赴き、全ヴァチチ，ブリャンスク，ヴォロビイノまでのデスナ川沿岸の地、ドマゴシおよびムツェンスクを取った。この時、彼のもとへ多くのポロヴェツ人が来た。ユーリーの子グレープはデヴャゴルスクのスヴャトスラフのもとへ来て、スヴャトスラフの子，ユーリーの子およびポロヴェツ人と共にムツェンスクに赴き、そこで彼らに多くの贈り物を与え、クロムイの町に赴いた。ダヴィドの子イジャスラフ、オレーグの子スヴャトスラフおよびポロヴェツ人は、イジャスラフ2世がすでに弟ロスチスラフと結合して、彼らに向かって進軍しつつあることを聞いた。その同じ夜にポロヴェツ人は彼らのもとからポロヴェツの地へと去り、彼らのもとには少しばかりのポロヴェツ人が残った。彼ら自身はチェルニゴフを指してグレーブリに向かって出発した。イジャスラフ2世とロスチスラフはポロヴェツ人がすでに諸方に散ってしまったことを知ると、チェルニゴフに向かって出発し、家来たち・
親衛隊たち・黒頭巾（チョールヌイエ・クロブキ）らとともに、合議し始めた。

### ユーリー・ドルゴルーキーとムスチスラフの子らとの争い
1149年、ユーリーは戦士たちおよびポロヴェツ人を集め、7月24日に出発し、ヴァチチに来た。ユーリーはダヴィドの子ヴラヂミルとイジャスラフが彼に従うことを拒絶したと聞いて、スターラヤ・ペラヴェジャに赴き、ペラヴェジャの近くでポロヴェツ人の来着とイジャスラフの恭順を待ちつつ、1か月留まっていた。イジャスラフから報告がないのを見て、そこからスポイ川に向けて出発した。スポイ河畔においてユーリーのもとへ多数のポロヴェツ人がやって来た。ユーリーは兄ヴャチェスラフと自分の子らと共にルーツクへ向かった。ユーリーの子ロスチスラフは弟のアンドレイと共にポロヴェツ人を率いて先発し、ムラヴィツァのほとりに留まった。夜中に激しき敵襲があり、ポロヴェツ人たちはことごとく逃げだした。アンドレイは黎明までにポロヴェツ人が逃げ去ったのを見て、兄のもとへ赴いた。再び彼らとポロヴェツの侯たちも相会し、退却することに決め、父からの助力を期待しつつ、ドゥーブノの近くに留まった。
1151年、ユーリーはキエフに向かって兵を進め、ラドゥニに留まった。多くのポロヴェツ人が彼のもとに助力に来た。彼らはキエフからデスナ川の河口に至るドニェプル川に沿って「川船（ナサード）」の上で戦い始めた。一方はキエフ側から「川船」の上で激しく戦い、他方は陣営から戦ったが、キエフ側に対して成功を得なかった。ユーリーはダヴィドの子ヴラジミル、オレーグの子スヴャトスラフ及びフセヴォロドの子スヴャトスラフ、ポロヴェツ人と共に思案し、ゾロッチャを過ぎてから彼らの船はドニェプル川に入った。ユーリーのポロヴェツ人は草原に沿って進んだ。ヴャチェスラフとイジャスラフ2世は兄弟のロスチスラフ，ダヴィドの子イジャスラフ，兄弟のヤロスラフ，ゴロドノの侯ボリス，親衛隊、キエフの人々及び黒頭巾（チョールヌイエ・クロブキ）らと共に思案して後、ドニェプル川の上流に向かい、ヴィチチェフとミロスラフスコエ村の近くで彼らに向かい合って留まった。そこで両軍は「川船」で相会しながら、浅瀬のほとりで戦い、互いに捕虜を捕え合った。イジャスラフ2世はここで彼らにドニェプル川を渡らせなかった。敵も味方も反対の側に移ることが出来なかった。ユーリーはポロヴェツ人と自分の子らを共に行かせた。ユーリーの子ら，フセヴォロドの子スヴャトスラフおよびポロヴェツ人らはザルーブの浅瀬に到着し、ドニェプル川を越えるべく出発した。ポロヴェツ人はイジャスラフ2世の哨戒兵がいないのを見て、馬にまたがり、彼らに向かって出発した。ユーリーの子らおよび二人のスヴャトスラフはポロヴェツ人と共にドニェプル川を越えた。ユーリーもダヴィドの子ヴラヂミルと共に速やかにザルーブに来てドニェプル川を越えた。

### ルイベヂ川の戦い
ユーリーは戦いの準備を整えてキエフにやってきた。軍隊はルイベヂ川の向こう側に位置し、ルイベヂ川のほとりで戦いを始めた。ユーリーの子アンドレイとアンドレイの子ヴラヂミルがポロヴェツ人を率いて攻勢をとり、乾いた（スハーヤ）・ルイベヂ河のある所でルイベヂ川を越えた。アンドレイはポロヴェツ人と共に突進したが、彼の親衛隊はそれを知らなかった。アンドレイは戦士たちの後ろを追って彼らの部隊の所まで進んだが、一人のポロヴェツ人が彼の馬を捕えて彼を引き戻したため、無事に後ろに引き返すことができた。彼らはルイベチ川のほとりで夕方まで矢を放っていた。ある者は河を越えて「岸地（ボロニエ）」においてヴャチェスラフおよびイジャスラフ2世の軍隊を相手に戦い、他の者はリャフの門に向かい合う砂の浅瀬で戦った。イジャスラフ2世はこれを見て、諸隊の中から親衛隊を準備し、諸隊を動かさぬことを命じた。会議で皆一斉に彼らに向かって突進することにした。ある者は浅瀬を踏み外したり、殺されたり、捕虜にされたりした。ポロヴェツ人やボニャークの子セヴェンチャも殺され、もはや一人といえども彼方から此方の側に移る者は無く、ユーリーは自分の軍隊を引き戻して脇にそれた。

### ルート川の戦い
ユーリーはガリーチ公ヴラヂミルを待ちつつ、ルート川の向こう側に移って留まった。イジャスラフ2世は戦いの準備を整え、ユーリーに向かって進軍した。両軍はルート川の上流に向かって進んだが、ユーリーの軍はヴラヂミルの合流を待つため戦いを避けた。イジャスラフ2世の軍は彼らの背後から矢を放ち、黒頭巾（チョールヌイエ・クロブキ）を投入した。ユーリーの軍は戦いを避けるのをやめ、イジャスラフ2世の軍に向かって戦闘を開始した。先陣を切ったユーリーの子アンドレイは馬をやられ、イジャスラフ2世は手に傷を負い、大腿部を突き刺された。両軍は激烈に戦い、イジャスラフ2世の軍が勝利した。ユーリーのポロヴェツ人は1本の矢を放つことなく逃げだし、オレーグの子ら、そしてユーリーおよびユーリーの子らも逃げだした。この戦いでチェルニゴフ公ヴラヂミルを始め、多くの者が殺され、ポロヴェツの侯たちも多数捕虜にされた。

### チェルニゴフとペレヤスラヴリの戦い
1152年、スーズダリ公となったユーリーはゴロドークの人々が四散し、町が焼き払われたことを知ると、戦士たちを集めた。ポロヴェツ人も、オペルリュエフ一族，トクソビチ一族を始め、ヴォルガ川とドニェプル川の間にあるポロヴェツ人全てが出動した。スモレンスク公のロスチスラフはフセヴォロドの子スヴャトスラフと合流し、ダヴィドの子イジャスラフを支援すべく、チェルニゴフに向かい、そこで籠城した。ユーリーはグリチョフの近くに留まり、ポロヴェツ人をチェルニゴフ攻囲に向かわせた。ポロヴェツ人は多くの捕虜を捕え、セムイニを焼き払い、外廊を奪取した。この時、ヴャチェスラフとキエフ大公イジャスラフ2世はルジーチのあたりに留まっていたが、ポロヴェツ人がチェルニゴフに火を放ったことを聞いてチェルニゴフに向かった。途中、モラヴィースクのあたりでユーリーの軍と遭遇し、戦闘になった。ポロヴェツ人はヴャチェスラフとイジャスラフ2世がチェルニゴフに向かっていることを聞き、驚愕してチェルニゴフから離れ始めた。これを見たロスチスラフらはチェルニゴフから撃って出た。やがてヴャチェスラフとイジャスラフ2世と合流し、ユーリーの軍が後退するのを見ると、自分たちも軍を退いた。
1154年、キエフ大公イジャスラフ2世が亡くなり、弟のロスチスラフが新たなキエフ大公（ロスチスラフ1世）となると、ユーリーの子グレープが多数のポロヴェツ人を率いてペレヤスラヴリに侵攻した。ロスチスラフ1世は子のスヴャトスラフを派遣し、ペレヤスラヴリ公のムスチスラフと合流させた。両軍は激しく戦ったが、ポロヴェツ人がスヴャトスラフの増援を見て町から離れ、スラ川の彼方へ去ったため、ペレヤスラヴリの危機は免れた。

### ロスチスラフ1世のチェルニゴフでの敗北
ロスチスラフ1世はキエフでの地位を固めぬまま、ダヴィドの子イジャスラフに自分の大公位を認めさせるべく、チェルニゴフに兵を進めた。ダヴィドの子イジャスラフはユーリーの子グレープに人を遣わし、ポロヴェツ人を率いて援軍に来るよう頼んだ。ロスチスラフ1世，フセヴォロドの子スヴャトスラフ，イジャスラフ2世の子ムスチスラフらはボロヴェス河畔に留まり、人を遣わしてダヴィドの子イジャスラフに臣従を強要した。イジャスラフはこれを断り、ユーリーの子グレープとポロヴェツ人らと共に出陣し、ボロヴェス河畔でロスチスラフ1世の軍と戦闘を開始した。ロスチスラフ1世の兵は僅かであったため、ポロヴェツの兵が多数であるのを見たロスチスラフ1世は慌てて和を乞い、自分のキエフ大公位と甥のムスチスラフのペレヤスラヴリ公位をイジャスラフに与えると言い始めた。これを聞いたムスチスラフはロスチスラフ1世から離反し、自分の所領へと帰って行った。その間、ポロヴェツ人がロスチスラフ1世の軍を攻囲し、2日間の戦闘の末、ロスチスラフ1世の軍は散り散りとなり、ある者は捕虜となり、ある者は殺され、ある者は逃げ去った。この戦いでロスチスラフ1世はスモレンスクに逃げ去り、フセヴォロドの子スヴャトスラフはポロヴェツ人に捕まって捕虜にされた。その後、ダヴィドの子イジャスラフはフセヴォロドの子スヴャトスラフを始め、捕虜となったルーシの人々をポロヴェツ人から救い出した。まもなくしてダヴィドの子イジャスラフはキエフに入ってキエフ大公（イジャスラフ3世）となり、ユーリーの子グレープをペレヤスラヴリ公とした。
1155年、イジャスラフ3世がキエフ大公となったことを聞いたユーリーはロスチスラフ1世と和を結び、オレーグの子スヴャトスラフ・フセヴォロドの子スヴャトスラフらを従えて、キエフを目指して進んだ。ユーリーはモロヴィースクに至ると、人を遣わしてイジャスラフ3世に大公位を譲るよう要請し、イジャスラフ3世をキエフから退去させた。こうしてユーリーはキエフ大公（ユーリー1世ドルゴルーキー）となり、多数のルーシから迎えられた。ユーリーは諸領地を諸子に分け与え、アンドレイをヴイシゴロド公に、ボリスをトゥーロフ公に、グレープをペレヤスラヴリ公とし、ヴァシリコにロシ川沿岸の地を与えた。

### イジャスラフ3世のキエフ侵攻
1161年、イジャスラフ3世はフセヴォロドの子ら，兄弟，オレーグ，ポロヴェツ人と結合し、ペレヤスラヴリ公グレープのもとへ行って、キエフ大公ロスチスラフ1世攻撃を促したが、グレープはこれに応じなかった。これを聞いたロスチスラフ1世はペレヤスラヴリに兵を進め、トリポリに留まった。イジャスラフ3世はロスチスラフ1世が進軍しつつあることを知ると、ポロヴェツ人らと共に逃げ去り、ヴイシゴロドの彼方の小教会（ツエルコフカ）に留まった。8日後、イジャスラフ3世らはドニェプル川を越え、キエフに向かって進軍した。ロスチスラフ1世はキエフで迎え撃ち、両軍が激烈に戦い、多くの戦死者をだした。この戦いでイジャスラフ3世が勝利し、ロスチスラフ1世はベルゴロドに遁走した。イジャスラフ3世はロスチスラフ1世を追ってベルゴロドを包囲した。

### ムスチスラフ2世のポロヴェツ遠征
1170年、イジャスラフ2世の子ムスチスラフ2世は兄弟を召集し、ポロヴェツ遠征について合議した。ムスチスラフ2世はチェルニゴフ公のオレーグの子らおよびフセヴォロドの子らをも召集し、3月2日にキエフを出発した。諸公がキエフを出発して9日たった頃、ポロヴェツのもとにルーシ軍襲来の報が届いた。これを聞いたポロヴェツ人たちは妻子を棄てて逃走したが、黒き林（チョールヌイ・レース）にてルーシ軍に追い着かれ、多くの者が殺され、捕虜にされた。

### ムスチスラフ2世のキエフへの不成功な遠征
1172年、グレープにキエフ大公の座を奪われたムスチスラフ2世は再びキエフを奪還すべく、イジャスラフの子ヤロスラフ，ムスチスラフの子ヴラヂミルらと共にキエフに向かった。ムスチスラフ2世はキエフに入って後、ヴイシゴロドへ向かい、ダヴィドを攻撃した。キエフ大公のグレープはダヴィドに援軍として、コンチャーク率いるポロヴェツ人，ベレンデイ人，バスチーの兵を送った。これを聞いたムスチスラフ2世の軍は撤退を余儀なくされ、その年の末、ムスチスラフ2世はヴラヂミルの町で死去した。

### ノヴゴロド・セーヴェルスキー公イーゴリのポロヴェツ遠征
1185年4月23日、オレーグの孫でスヴャトスラフの子であるイーゴリがノヴゴロド・セーヴェルスキーから出発し、トルプチェフスクからは弟のフセヴォロド・スヴャトスラヴィチが、ルイリスクからは甥のスヴャトスラフが、プチーヴリからは子のヴラヂミルが合流した。やがてポロヴェツの諸隊と遭遇し、シュウルリヤ川を挟んで対峙した。戦闘がはじまり、前衛のルーシ軍がポロヴェツ軍に打撃を与え、捕虜を捕えた。一夜明けて、全てのポロヴェツであるコンチャークとブルンの子グザ・トクソビチ・クロビチ・ステビチ・テルトロビチの各部族が集結した。これを見たイーゴリら一同は馬から降りて戦いつつ、ドニェッツ川を目指した。途中、イーゴリが左手を負傷した他、多くの者が負傷し、戦死した。遂にイーゴリはタルゴロフの配下チルブークによって、フセヴォロドはグザの子ロマンによって、スヴャトスラフはヴォブルツェヴィチ氏のエルデチュークによって、ヴラヂミルはウラシェヴィチ氏のコプチによって捕えられた。その時戦場において、コンチャークは子の嫁の父であるイーゴリの身に保証を与えた。一方、キエフ大公フセヴォロドの子スヴャトスラフはカラチョフに赴き、ドン川のポロヴェツ人に対して遠征すべく、戦士たちを集めていた。スヴャトスラフ3世がノヴゴロド・セーヴェルスキーの近くに来た時、イーゴリたちがスヴャトスラフ3世にかくれてポロヴェツ遠征をおこなったことを聞いた。不愉快に感じたスヴャトスラフ3世はチェルニゴフに至り、今度はイーゴリたちの身に起きたことを聞いた。スヴャトスラフ3世は悲嘆し、ポロヴェツ遠征の準備とルーシの防衛を準備させた。イーゴリらを負かしたポロヴェツらは勝利に乗じてルーシの地に向かって進軍した。この時、コンチャークはキエフに遠征し、ボニャークの仇を取ろうとしたが、グザは妻子や捕虜にされている仲間がいるセイム川に遠征しようとしたため、ポロヴェツの軍は二手に分かれた。コンチャークはグレープの子ヴラヂミルが守るペレヤスラヴリに兵を進めて町を包囲した。ヴラヂミルは町から出てポロヴェツに向かって突進するが、返り討ちにあって重傷を負ってしまう。一旦町へ引き返したヴラヂミルはスヴャトスラフ・リューリック・ダヴィドに援軍を要請し、ダヴィド以外の2人が救援に来たため、ポロヴェツはペレヤスラヴリから撤退した。

### ポロヴェツ人がリモフ，プチーヴリへ襲来する
ポロヴェツはリモフの町に押し寄せた。町の人々は籠城したが、外壁が破壊されたため、町から出て戦うも、その多くが捕虜となった。ヴラヂミルはスヴャトスラフとリューリックに命じてリモフを救おうとしたが、救援が遅れてリモフの町はポロヴェツ人によって占領された。一方、グザ率いる別のポロヴェツ軍はドニェプル川に沿ってプチーヴリに向かった。グザは大いなる軍勢と共に領地を荒らし、村々を焼き、プチーヴリの「外廊（オストロク）」を焼き払って帰還した。

### イーゴリ公の帰還
ノヴゴロド・セーヴェルスキー公のイーゴリは囚われの身となったが、ポロヴェツ人はイーゴリの高位に敬意を示し、彼に不愉快なことをおこなわなかった。イーゴリはポロヴェツ人のラヴルという者の協力でポロヴェツのもとから脱出することに成功し、ノヴゴロド・セーヴェルスキーに帰還することができた。

### モンゴルの侵攻

1223年のモンゴル帝国のルーシ侵入

1223年、イランからカフカスを抜けてモンゴル帝国の将軍ジェベとスベエデイが率いるモンゴル軍がキプチャクの地に侵入してきた。キプチャク族はアス（アラン）族、レズギ（レズギン）族、チェルケス族らと連合してこれに対抗する。両軍は拮抗して勝敗が決しなかったが、モンゴルがキプチャクにのみ黄金や美服などの贈物を送って離間を謀ったため、アス族などの他部族たちはたちまちモンゴルの攻撃を受けて征服されてしまう。キプチャクはその隙に自分の居住地に帰ったため、モンゴルはキプチャクをも攻撃対象として多数のキプチャク人を殺害し、一度贈った贈物を奪い返した。
全ポロヴェツ（キプチャク）の首領であるコンチャークの子ユーリーは彼らに対抗できずに逃げ出したが、彼らの多くはドニェプル川に至るまでに殺された。モンゴル軍は一旦引き返し、天幕へと還った。ポロヴェツ（キプチャク）人はルーシの地に逃れ、ポロヴェツの大公バスチーがルーシの洗礼を受けた。

### カルカ河畔の戦い
家族と家畜を率いてキエフ公国に避難したキプチャク亡命者のなかにコチャン・カン（クタン）という首領がおり、彼はガーリチ公ムスチスラフ・ムスチスラヴィチに娘を娶らせ、ラクダや馬、水牛、奴隷を贈って援助を求めた。ムスチスラフ・ムスチスラヴィチは南部ルーシの諸侯をキエフに招集し、キプチャクに協力してタタル（モンゴル）族に対抗することを決議した。
1223年5月、ルーシ諸侯軍がドニエプル河畔に到着した際、モンゴル側から「キプチャクと組まず、自分たちと同盟しないか」という提案がもたらされたが、ルーシ諸侯はそれを断ってモンゴル側の使者を殺害し、ドニエプル川を渡り、カルカ川を過ぎたところで戦闘となった。ルーシ・キプチャク連合軍はすぐさま敗北して潰走し、6人のルーシ諸侯が戦死、9割の兵を失った。その後、キエフ大公ムスチスラフ3世はカルカ河畔に近い丘の上に築いた砦で3日間防戦したが、降伏後モンゴル式の時間をかけて殺される方法で処刑された。

### 2度目のモンゴルの侵攻
1236年にはバトゥを総司令官とするモンゴル帝国の西方に対する大遠征軍が派遣されるが、キプチャクは翌1237年春にモンゴル軍の攻撃を受けた。キプチャクの一部は抵抗して滅ぼされ、コチャン等一部は東ヨーロッパに走ったが、その大多数はほとんど戦わずしてモンゴル軍に降伏し遠征軍に荷担した。
抵抗したキプチャク遊牧民の中ではオルベルリ部の首長バチュマンが唯一頑強な抵抗を続けた。バチュマンはモンゴル軍の輜重を奇襲して悩ませた。バチュマンはヴォルガ川流域の森林に隠れてゲリラ戦を続けたので、遠征軍に参加した王族のひとりモンケは森林を囲んでバチュマンを追い立てた。追い詰められたバチュマンはヴォルガ川の中州の島に逃げ込んだが追いつかれ、捕らえられてついに処刑され、キプチャクの全てはモンゴルに併合された。
モンゴルによる征服後、抵抗して捕虜となった多くのキプチャク遊牧民がマムルークに売却されていった。そのうちのバイバルスやカラーウーンらはエジプトで権力を確立し、マムルーク朝を建設するに至る。また、4万戸のキプチャクはモンゴル軍の支配を逃れてハンガリーに移り住み、クン人と呼ばれるハンガリーで独自の文化を持った集団となった。

## 構成部族
アミール・バイバルス・ルクン・ウッディーンの『精選イスラム王国史（ズブダダト・アル・フィクラ・フィー・タリーフ・アル・ヒジュラ）』に、当時のエジプト（マムルーク朝）のマムルークで大多数であったキプチャク族の十一部族について書かれた記事があり、それを同時代の歴史家ヌワイリーが著書『エジプト史』で抄出している。これをアブラハム・コンスタンティン・ムラジャ・ドーソンは『チンギス・カンよりティムール・ベイすなわちタメルランに至るモンゴル族の歴史』で引用し、十一部族の名を挙げている。
- トクサバ(Tokssa)
- イェティア(Yetia)
- ブルジ・オグリ(Bourj Ogli)
- エルベルリ(Erberli)
- クングル・オグリ(Coungour Ogli)
- アンチョグリ(Antchogli)
- ドルト(Dourout)
- フェラナ・オグリ(Felana Ogli)
- ジェズナン(Djeznan)
- カラ・ブルクリ(Cara Beurkli) - 黒い帽子の意
- ケネン

## 著名人

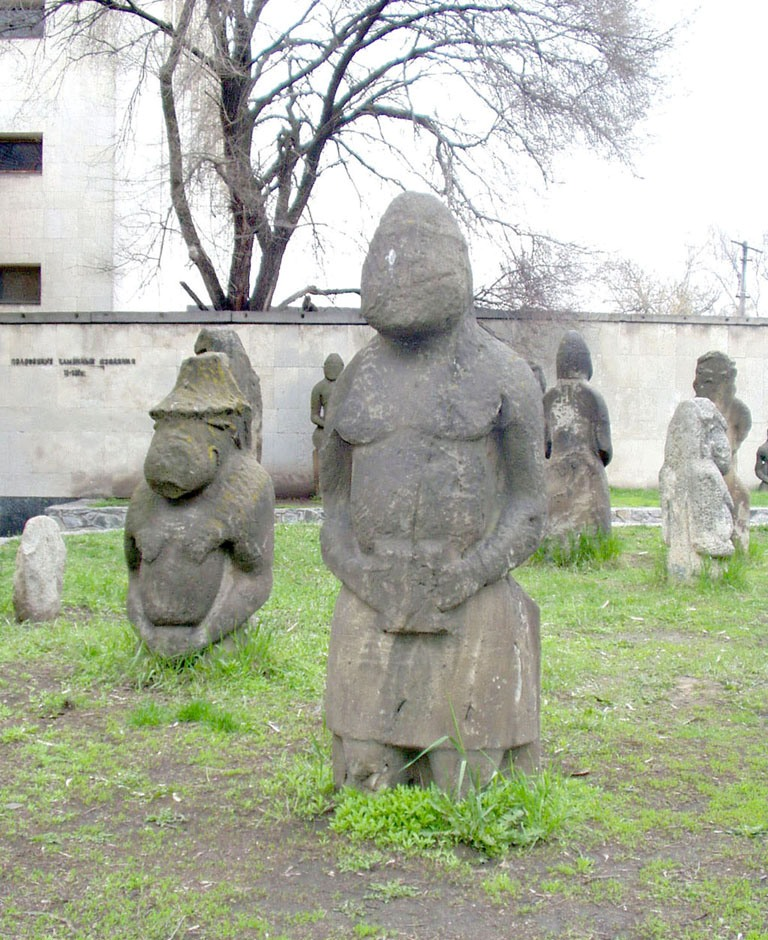
「バーバ」と呼ばれるクマン人が立てた石像（ドニプロペトロウシク、ウクライナ）。

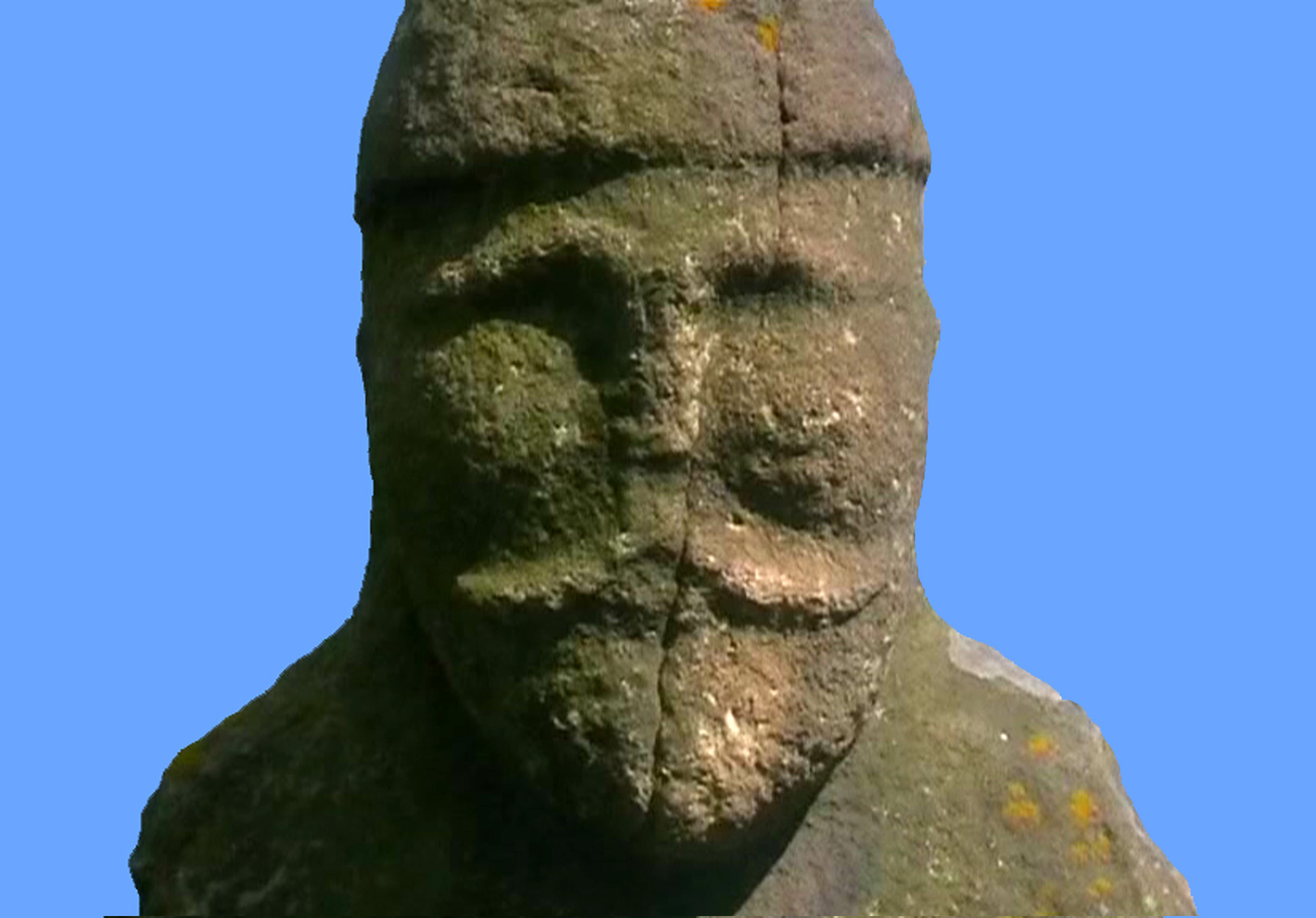
ルハーンシクにあるキプチャクの物とされる像

- コンチャーク汗…オトロクの子[注釈 5]。1185年、ノヴゴロド・セーヴェルスキー公のイーゴリを捕虜にする。

- ストヴィチ・コチャン…有名なポロヴェツの侯で、ムスチスラフの子ウダローイ・ムスチスラフ公の岳父である。1228年にダニイルに対抗してキエフの公リューリックの子ヴラヂミルに助力した。二度目のタタール襲来の際におのれのクランと共にウゴル（ハンガリヤ）の王ベーラ4世のもとへ逃れた。ベラ4世はポロヴェツ人をおのれの領内に住まわせた。ベラ4世の後継者ステファン5世はコチャンの娘（クン・エルジェーベト）を娶った。[63]

- バイバルス…13世紀の人物でマムルーク朝第5代スルターン。モンゴル軍の捕虜となり、奴隷として当時イスラム世界の盟主であったアイユーブ朝のマムルーク軍に編入されるも、その後軍事面で頭角を表し、当時無敵の勢いを誇りシリア方面に西進中のモンゴル軍を撃砕するとともに、東地中海に点在する十字軍諸都市をことごとく陥落させる活躍をみせた。

## 関連作品
- 『コーデクス・クマニクス』(en:Codex Cumanicus)…イタリア人によって編纂されたクマン語の辞書。クマン人（キプチャク）はクリミア半島に進出してきたイタリア諸国の人々とも密接な交渉を持った。

- 『イーゴリ軍記』…12世紀末におけるキエフ・ルーシの文学作品。ノヴゴロド・セーヴェルスキー公イーゴリ2世がポロヴェツ（キプチャク）のコンチャク・ハンとの戦いで捕虜になる話[64]。

- 『イーゴリ公』…アレクサンドル・ボロディンによって書かれた未完のオペラであったが、リムスキー＝コルサコフとグラズノフの手により完成された。『イーゴリ軍記』を題材に、イーゴリ・スヴャトスラヴィチ公の勇壮な戦いを描く。序曲、「ポロヴェツ人（韃靼人）の踊り」（第2幕）は有名で、広くコンサートなどでも演奏されている。

## 関連地名

### ウクライナ
- ポロヴェーツィケ (キーウ州)
- ポロヴェーツィケ (ジトーミル州)

### ハンガリー
- クンシャーグ（Kunság）
  - ナジクンシャーグ：ヤース・ナジクン・ソルノク県の一部など
  - キシュクンサーグ：バーチ・キシュクン県の一部など